# 후시미노미야 사다모치 친왕
후시미노미야 사다모치 친왕(일본어: 伏見宮貞行親王 ふしみのみや さだもちしんのう[*])은 에도 시대의 황족이다. 17대 후시미노미야이다. 모모조노 천황의 2황자이고, 어머니는 이치죠 토미코이다. 아명은 니노미야(二宮)이다.
호레키 10년 6월, 후시미노미야 쿠니타다 친왕의 사망함에 따라, 후시미노미야를 계승했다. 호레키 13년 (1763년) 10월에 친왕 선하를 받았다. 사다모치라고 이름이 지어졌다. 메이와 9년 (1772년) 6월 17일, 2품에 오르지만, 같은 달 20일에 13살의 나이로 사망했다. 후시미노미야는 선대 쿠니타다 친왕의 동생인 칸호 입도친왕이 환속하여 계승했다. 법명은 신죠묘인(真浄明院)이다.
| 전임 후시미노미야 쿠니타다 친왕 | 제17대 후시미노미야 | 후임 후시미노미야 쿠니요리 친왕 |